# Invasione anglosassone della Britannia

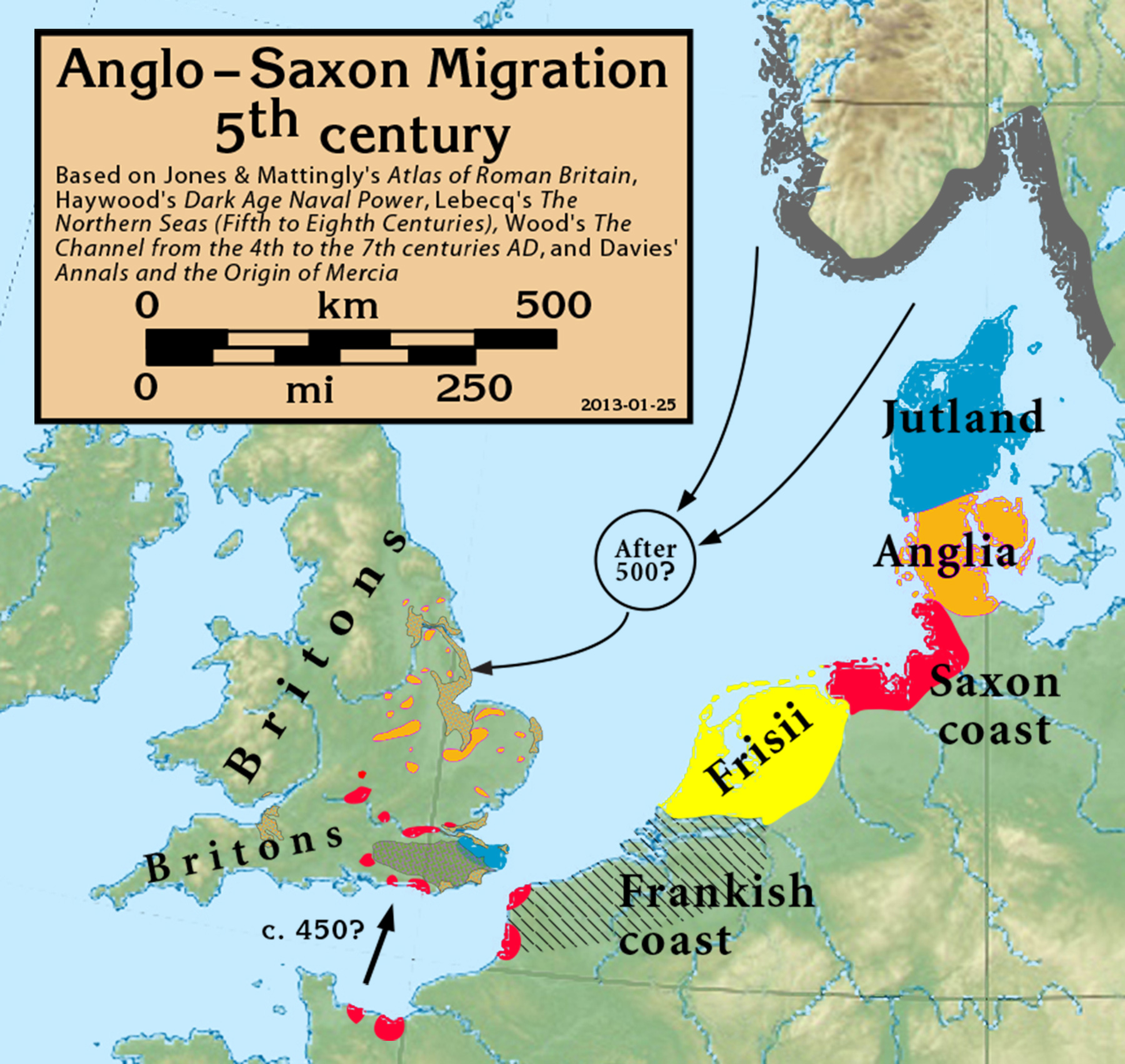
Le migrazioni anglosassoni del V secolo d.C.

L'invasione anglosassone della Britannia, anche conosciuta come colonizzazione anglosassone della Britannia, è l'insieme delle migrazioni avvenute nel V secolo d.C. di diversi popoli germanici dalle coste occidentali dell'Europa continentale per insediarsi in Britannia, l'attuale Gran Bretagna.
Malgrado non si conoscano informazioni storicamente più certe, si ipotizza che l'invasione iniziò al principio del V secolo, dopo la partenza dei romani dalla Britannia avvenuta nel 410, con il primo sbarco dei Sassoni avvenuto in prossimità del Vallo di Antonino, a cui ne seguirono poi altri nei decenni successivi. L'arrivo dei sassoni è indicato quale Adventus Saxonum nei testi latini, una definizione utilizzata per la prima volta da Gildas verso il 540.
L'Adventus Saxonum è considerato il punto di inizio della storia dell'Inghilterra ed è tradizionalmente ritenuto un'invasione piuttosto che una colonizzazione, con date che differiscono e circostanze solamente ipotizzate. A prescindere da quando le migrazioni cominciarono a susseguirsi, le prime notizie relative all'approdo degli Anglosassoni risalgono al 441, anno in cui la Chronica gallica del 452 riferisce che la Britannia postromana cadde sotto la dominazione sassone dopo aver subito molti attacchi e razzie.
Il dibattito, sia fra gli studiosi sia in altri ambiti, è tuttora aperto in merito alle modalità e alle ragioni per le quali gli insediamenti anglosassoni ebbero successo, così come riguardo a quali fossero i rapporti fra Anglosassoni e Britanni romanizzati, in particolare in che misura i nuovi venuti cacciarono o sostituirono gli abitanti già presenti. I Britanni non romanizzati che vivevano nell'ovest e nel nord della Britannia restarono in gran parte estranei all'insediamento degli Anglosassoni.

## Popoli coinvolti

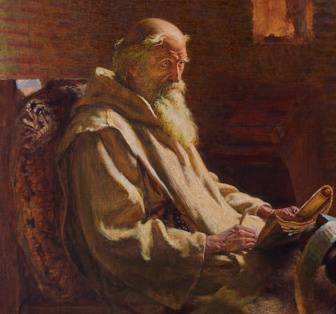
Beda il Venerabile traduce Giovanni, J. D. Penrose, 1902 circa

L'unica fonte scritta affidabile e utile riguardante il popolo degli Anglosassoni e i luoghi da cui provenivano è rappresentato dalla Historia ecclesiastica gentis Anglorum, scritta verso il 731 da Beda il Venerabile. Essa identifica i migranti come Angli, Sassoni e Juti; inoltre, afferma che i Sassoni venivano dall'Antica Sassonia e gli Angli dall'Anglia, che si trovava tra le terre di origine di Sassoni e Juti.
Si ritiene ragionevolmente che l'Anglia corrisponda all'antico Schleswig-Holstein (lungo l'attuale confine tra Germania e Danimarca), includendo l'attuale Angeln. Lo Jutland era la patria degli Juti e la costa tra i fiumi Elba e Weser è il punto d'origine dei Sassoni.
Beda tramanda che i Sassoni sbarcarono nel 449 d.C. nella non meglio precisata località del Kent di nome "Ipwinesfleet", ubicata secondo la maggioranza degli storici presso l'odierna Northfleet, ad una trentina di chilometri a sud-est di Londra, lungo il corso del fiume Ebbsfleet, e gli Angli a Wippidsfleet, attuale Gravesend, poco più a sud di Northfleet, dove presero terra i Sassoni, in qualità di mercenari al servizio del capo britanno locale Vortigern con cui combatterono le battaglie di Aegelesthrep (Aylesford) nel 455 d.C. e di Crecganford (Crayford), per poi rivoltarsi contro di lui e ucciderlo a tradimento.

### Angli, Sassoni, Juti
Uno degli aspetti distintivi che caratterizzano le sepolture degli Anglosassoni risulta la moda femminile. Vi sono delle peculiarità, infatti, che rendono distinguibili e identificabili gli Angli, i Sassoni e gli Juti, supportati inoltre da ritrovamenti che possono essere correlati a specifiche regioni dell'Europa continentale. Ad esempio, nel Kent orientale, scavi archeologici hanno portato alla luce spille e ceramica in stile juto.
Mentre le società ancestrali e i costumi degli Angli e dei Sassoni possono essere dedotti dalle loro attività successive in Britannia, non si conosce alcunché degli Juti di età storica nella loro terra d'origine, eccetto quanto riportato da Beda relativamente al fatto che vivessero a nord degli Angli. Si è tentato di riempire questo vuoto d'informazioni con le genti menzionate nelle fonti antiche, in particolare quelle classiche. Si ipotizza ad esempio che gli Juti potessero corrispondere agli Eudoses menzionati da Tacito o gli Eucii, Eutii o Euthiones, così come i Geatas menzionati nel poema Beowulf. Potrebbero invece forse corrispondere anche alle tribù danubiane chiamate dai Romani Iutugi, Juthungi e Vithungi, in seguito chiamate Eutii o Eucii da Teodeberto e Euthiones da Venanzio Fortunato, che si trasferirono ai fiumi Elba e Oder e di lì, successivamente, migrarono nello Jutland. Probabilmente, Juti è la modificazione compiuta da Beda del nome thiuda, tiut, diut (cioè l'attuale "Deutsch") e Juti, un riferimento generico ai Germani. Altre forme utilizzate per indicare la popolazione dello Jutland includono Eotas, Iotas, Iutan, Iotan e Ghetes. Le variazioni ortografiche includono le forme Jut, Jót, Iut, Iot, Eot, Giot, Ghet, Gaut, Geat, Gwit, Whit e Vit. Una certa confusione viene causata da Alfredo il Grande e dallo storico Ethelweard, che, 400 anni dopo l'insediamento degli Anglosassoni, utilizzò i termini Eotas, Gioti, Geatas e Jutae in maniera assolutamente equivalente.

### Frisoni
Secondo uno studio, nelle Fiandre e nel Kent è stato rinvenuto un tipo di terracotta specifico dei Frisoni del IV secolo, la terp Tritzum. Qualora tale ricostruzione fosse comprovata, essa confuterebbe in maniera definitiva la teoria di Snyder, secondo cui i Frisoni non rientravano fra i migranti germanici.
Vi è un dibattito tuttora in corso relativamente al dubbio se i Frisoni medioevali e moderni siano i discendenti degli antichi Frisoni, noti agli scrittori classici come Frisii, o se piuttosto gli antichi Frisii fossero stati sostituiti da Sassoni provenienti da oriente, cui in seguito fu attribuito lo stesso nome dei Frisoni originali. Su tali argomentazioni si è a lungo dibattuto, ma in sintesi si può affermare che, nel IV e nel V secolo, genti provenienti dalla Frisia giunsero in Britannia ed esse erano comunemente note come Frisoni.
Lo studioso bizantino Procopio, che scrisse attorno al 565 la sua opera Le guerre gotiche (libro IV, capitolo 20), affermò che al suo tempo la Britannia era occupata da tre genti: Angli, Frisoni e Britanni. Procopio precisò che riportava informazioni ottenute da un informatore, probabilmente un membro di una delegazione franca alla corte di Bisanzio, e non asserì che l'informazione fosse corretta. Tra le altre notizie riportate, rientra l'asserzione erronea secondo la quale non vi erano cavalli in Britannia. Quanto da lui testimoniato, seppur talvolta utile a compiere ricostruzioni storiche, spesso non viene ritenuto affidabile.

### Scandinavi
La presenza di manufatti identificabili come "germanici settentrionali" lungo le aree costiere tra l'estuario dell'Humber e l'Anglia Orientale indicano che anche degli Scandinavi migrarono in Britannia. Ad ogni modo, ciò non garantisce il fatto che essi giunsero nello stesso momento degli Angli (potrebbero infatti essere arrivati quasi un secolo più tardi) e condizione e influenza degli Scandinavi al loro arrivo non sono certe. In particolare, in riferimento ad una significativa influenza svedese in relazione alla nave di Sutton Hoo e ad un'origine svedese per la dinastia Wuffinga dell'Anglia Orientale, entrambe le possibilità sono al momento ritenute non certe.

### Franchi
Una gran quantità di manufatti franchi è stata rinvenuta nel Kent; questo è stato per lo più ritenuto un risultato di scambi commerciali piuttosto che di una precoce migrazione.
Barbara Yorke, ad esempio, ammette che sia stata possibile solamente una minima colonizzazione da parte dei Franchi. Incursioni via mare franche sono registrate sin dal 260 e diventarono comuni nel secolo successivo, ma le loro incursioni in Britannia terminarono attorno al 367, quando l'interesse dei Franchi si rivolse nuovamente al meridione e si focalizzò pertanto al controllo e all'occupazione della Gallia settentrionale e della Germania.
Russo (Town Origins and Development in Early England, 1998) afferma che dopo circa il 500 un'aristocrazia guerriera franca si trasferì nel Kent occidentale e forse contrasse matrimoni con la famiglia reale juta, ma questo sarebbe accaduto molto tempo dopo l'arrivo degli immigranti juti e non sarebbe stata una vera e propria migrazione.
Yorke (Kings and Kingdoms of Early Anglo-Saxon England, 1990) osserva che l'influenza dominante nei risultati degli scavi archeologici per il Kent orientale nel VI secolo è franca.

### Rugi, Dani, Hunni, Bructeri, ecc.
Alcuni storici riferiscono che Beda (Libro V, Capitolo 9) affermò che Fresones (Frisoni), Rugini (Rugi), Dani, Hunni (un ramo dei frisoni noto come Hunsing, ma a volte tradotto come Unni), Antiqui Saxones (Antichi Sassoni) e Boructuarii (Bructeri) giunsero in Britannia assieme ad Angli e Sassoni. Comunque, questo capitolo della Historia ecclesiastica gentis Anglorum tratta della missione che sant'Egberto intendeva compiere in Germania e delle genti per le quali avrebbe svolto il suo ministero. Beda osservò che questo era lo stesso territorio da cui provenivano Angli e Sassoni, ma non affermò che questi popoli giunsero in Britannia con Angli e Sassoni.

## Fattori della migrazione

### Crisi ambientale

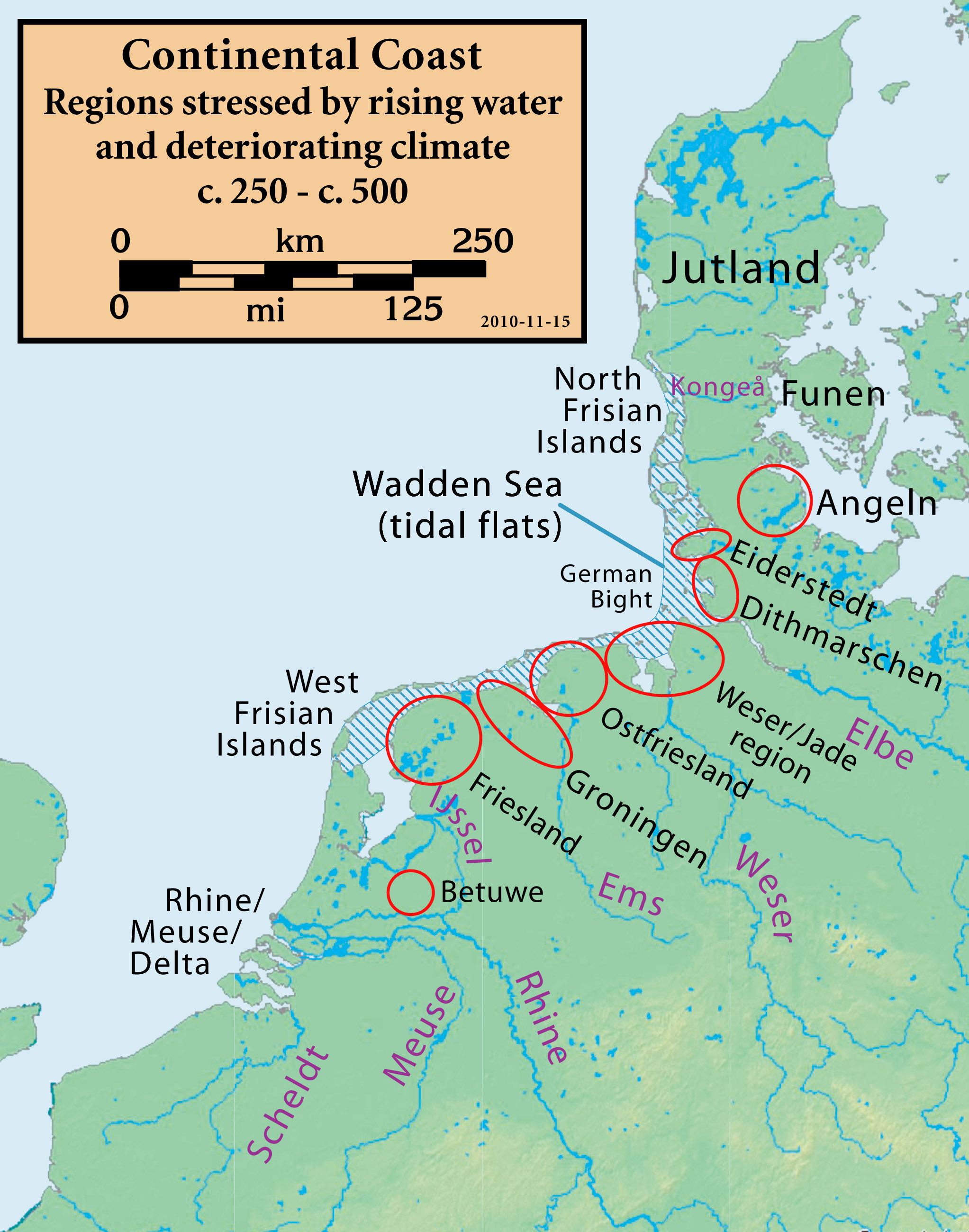

Fino al 200 a.C. circa, la bassa costa continentale europea era scarsamente popolata, dopodiché il clima migliorò e l'ambiente divenne più adatto al popolamento umano. Le condizioni rimasero favorevoli all'incirca dal 200 a.C. al 250 d.C., cosa che comportò una notevole crescita demografica, tanto da rendere la regione densamente popolata.
La regione subì comunque una serie di trasgressioni marine (definite Dunkirk 0 fino a Dunkirk IIIb), che erano caratterizzate dall'innalzamento della falda freatica e da alluvioni che lasciarono strati di argilla sul terreno. La più pesante fu la "trasgressione Dunkerque II", che iniziò nel III secolo e imperversò continuamente all'incirca dal 350 al 700 d.C., lasciando vaste aree costiere non abitabili.
Le popolazioni furono obbligate ad abbandonare le loro abitazioni e ad emigrare. Gli archeologi che conducono ricerche sulla costa storicamente soggetta ad allagamento riportano la stessa situazione per il delta del Reno, della Mosa e della Schelda (Zelanda, Brabante, parti dell'Olanda Meridionale e del Limburgo); Frisia; Groninga; Frisia Orientale (Frisia tedesca) e l'estuario del Weser/Jade, il Dithmarschen, Eiderstedt e la Frisia Settentrionale.
Nel delta del Reno/Mosa, la popolazione divenne scarsa. Tra il V e il VII secolo, esistevano pochi centri abitati nella regione del delta e nelle aree di estuario e nelle torbiere non è stato individuato alcun insediamento. L'area fu ripopolata solamente nell'età carolingia. Le aree con argilla fluviale furono ricoperte da un tale strato di materiale sedimentario da renderne quasi impossibile il popolamento tra il 250 e il 650.
La regione settentrionale (zona costiera dei Paesi Bassi, della Germania e della Danimarca) dominata da marcite salmastre, che formavano un paesaggio ben distinto dalle regioni meridionali e con una storia alquanto più irregolare, ebbe anch'essa una storia di abbandono quando le torbiere si espansero e le condizioni di vita divennero insostenibili. Tra il 400 e il 600, le isole più esterne erano scarsamente abitate e virtualmente disabitate dal 600 al 700.
Dalla regione tedesca della Sassonia l'omonimo popolo, spinto dall'avvicinarsi delle prime orde unne, fu costretto a spostarsi lungo la costa ma per i motivi precedentemente citati migrò ancora imbarcandosi per la Britannia.
In Anglia, attorno al 320, la popolazione si dimezzò dai livelli del II e del III secolo; la gente emigrava con destinazioni a noi sconosciute (non risulta che gli Angli fossero presenti in Britannia così presto). Nel V secolo, la popolazione si sarebbe ulteriormente ridotta fortemente e questo momento coincide con l'arrivo degli Angli in Britannia.
Il clima divenne più freddo e più umido anche in Scandinavia, spingendo all'abbandono degli altopiani e delle terre poco produttive della Norvegia e obbligando all'abbandono delle fattorie sia in Norvegia, sia in Danimarca, soprattutto dopo il 400.

### Tradizione marinara forte e organizzata

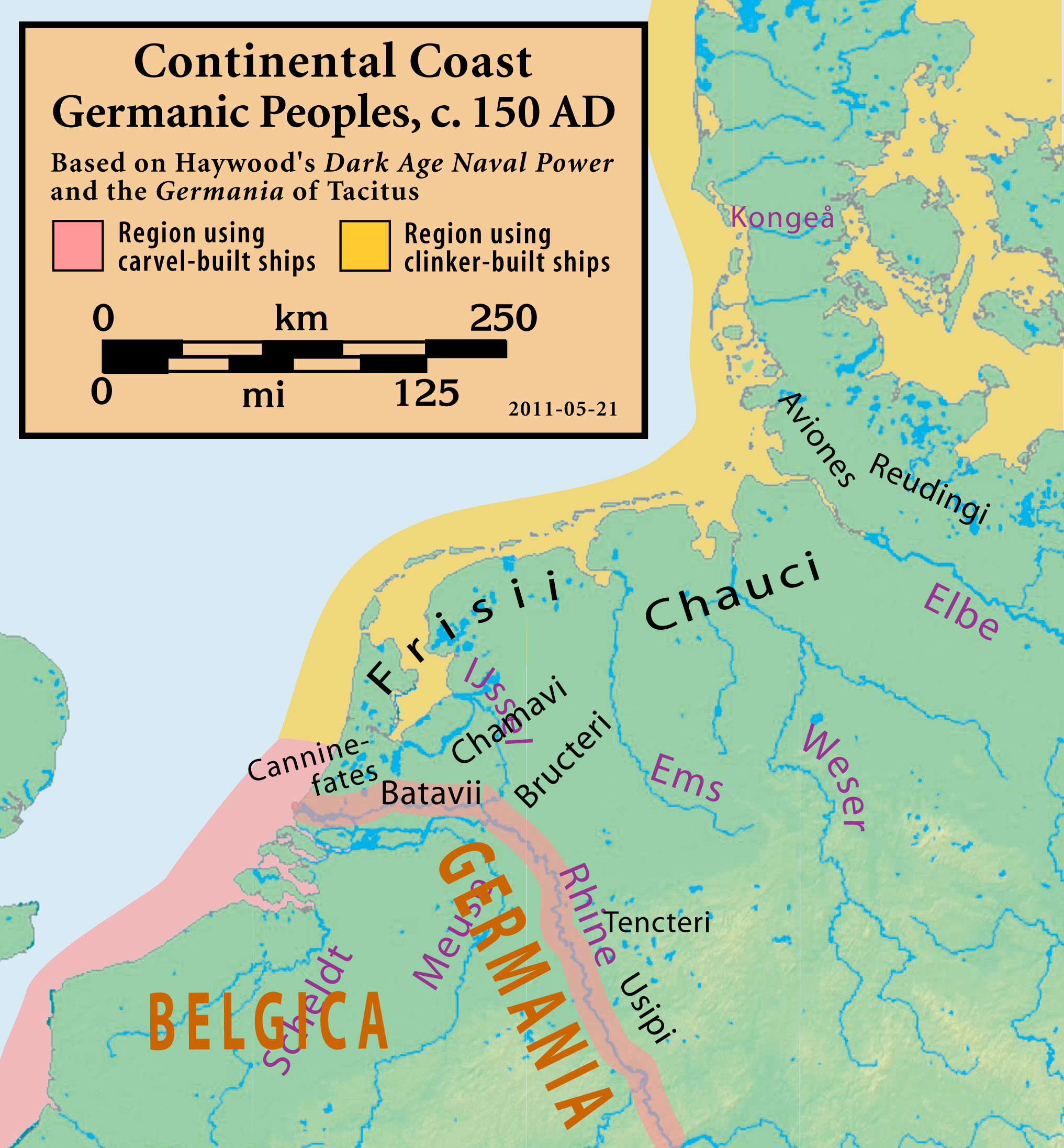
Localizzazione dei popoli germanici dopo il 150

Le origini dei Sassoni sono complesse e di esse si conosce poco. Nel periodo antecedente alle migrazioni (cioè prima del 300 d.C.), le popolazioni germaniche coinvolte e quelle correlate dei Frisi, Cauci e Angli abitavano la costa europea continentale dallo Zuiderzee fino allo Jutland meridionale. I Cauci o erano i progenitori dei Sassoni o si fusero con essi in seguito ed erano uno dei più abili nella navigazione. La prima volta che vengono citati in fonti storiche avviene in occasione di un attacco compiuto nella Gallia Belgica romana nell'anno 41 d.C. Le incursioni dei Cauci furono endemiche nel Canale della Manica fino all'ultimo episodio registrato risalente a circa il 170-175 d.C. Essi persero la loro identità nel III secolo, fondendosi infine con i Sassoni.
A partire dal 250 d.C. circa, vi fu un netto incremento nel numero e nella gravità delle incursioni lungo le coste britanniche e continentali, molte delle quali compiute dai Franchi, che sarebbero poi divenuti la principale minaccia per il secolo successivo. Attorno al 280 d.C., ai Franchi si unirono i Sassoni e, attorno al 350, questi sostituirono i Franchi come principale minaccia. I Sassoni furono gli unici popoli predatori del Mare del Nord tra il 376 e il 450. Essi continuarono a fare incursioni sia in Britannia sia sulla costa continentale, fino a quando s'insediarono sull'isola nel V secolo; dopo tale momento, proseguirono le incursioni sulla costa continentale fino al VII secolo, utilizzando la Britannia come loro base.
Si conosce poco delle attività di Angli e Juti, poiché non sono citati dalle fonti con tali nomi.
Gli Angli non furono ricordati nelle fonti contemporanee fino a circa il 550 (furono menzionati da Procopio nella sua opera Storia delle guerre), mentre gli Juti furono citati per la prima volta da Beda nell'VIII secolo.

### La vulnerabilità della Britannia

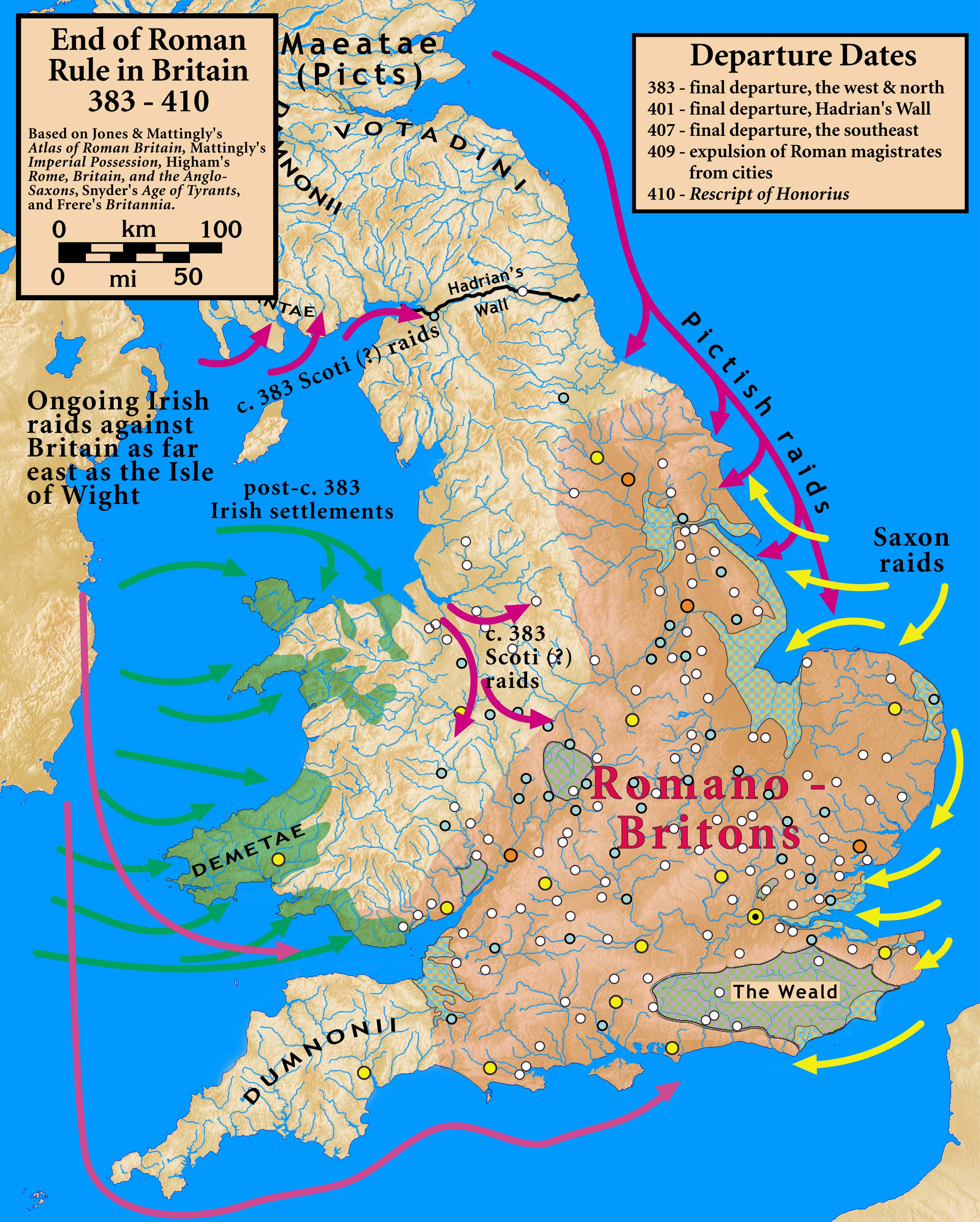
La conclusione della parentesi romana in Britannia

L'occupazione romana della Britannia si era concentrata in larga parte sulle aree di interesse commerciale a meridione e a oriente. Queste regioni s'integrarono nella società romana, governata da un'amministrazione civile e dalle leggi romane, divenendo nel tempo romanizzate.
Quando le truppe romane abbandonarono la Britannia nel 407, le regioni romanizzate del sud e dell'est si trovavano in uno stato di collasso economico, accompagnato da una deromanizzazione della popolazione.
Le villae, il cuore della società agraria romana, furono in gran misura abbandonate. La moneta divenne progressivamente indisponibile dopo il 402, fino a una rapida scomparsa completa. Le città romane, i centri dell'amministrazione civile e delle attività industriali e commerciali, subirono un repentino declino dal quale non riuscirono più a riprendersi. La produzione industriale di ceramica terminò e rimasero in funzione solo i mezzi più semplici di scambio commerciale, ancora esistenti nella metà del V secolo come economia basata sul baratto.
Le aree occidentali e settentrionali della Britannia furono coinvolte in scarsa misura da questa crisi. In tali aree, l'occupazione romana fu più di tipo militare che civile; fintantoché le tribù locali non interferivano o minacciavano gli interessi romani, i dominatori permettevano che la loro società proseguisse come prima del loro arrivo, cosicché le loro genti non divennero mai romanizzate. Le truppe romane abbandonarono queste aree nel 383, quando queste tribù ritornarono ad essere indipendenti come lo erano prima della venuta dei Romani.
Nel De Excidio et Conquestu Britanniae di Gildas, che egli compose nel VI secolo, l'autore sostiene che quando l'esercito romano abbandonò la Britannia nel IV secolo d.C., i Britanni (i suoi abitanti autoctoni) furono invasi dai loro vicini del nord, vale a dire i Pitti (dall'attuale Scozia) e gli Scoti (dall'attuale Irlanda). I Britanni poi ammisero nella loro isola i Sassoni, sperando di respingere tramite loro, gli eserciti invasori del nord: tuttavia i Sassoni finirono col combattere contro gli stessi Britanni.

## Insediamenti iniziali

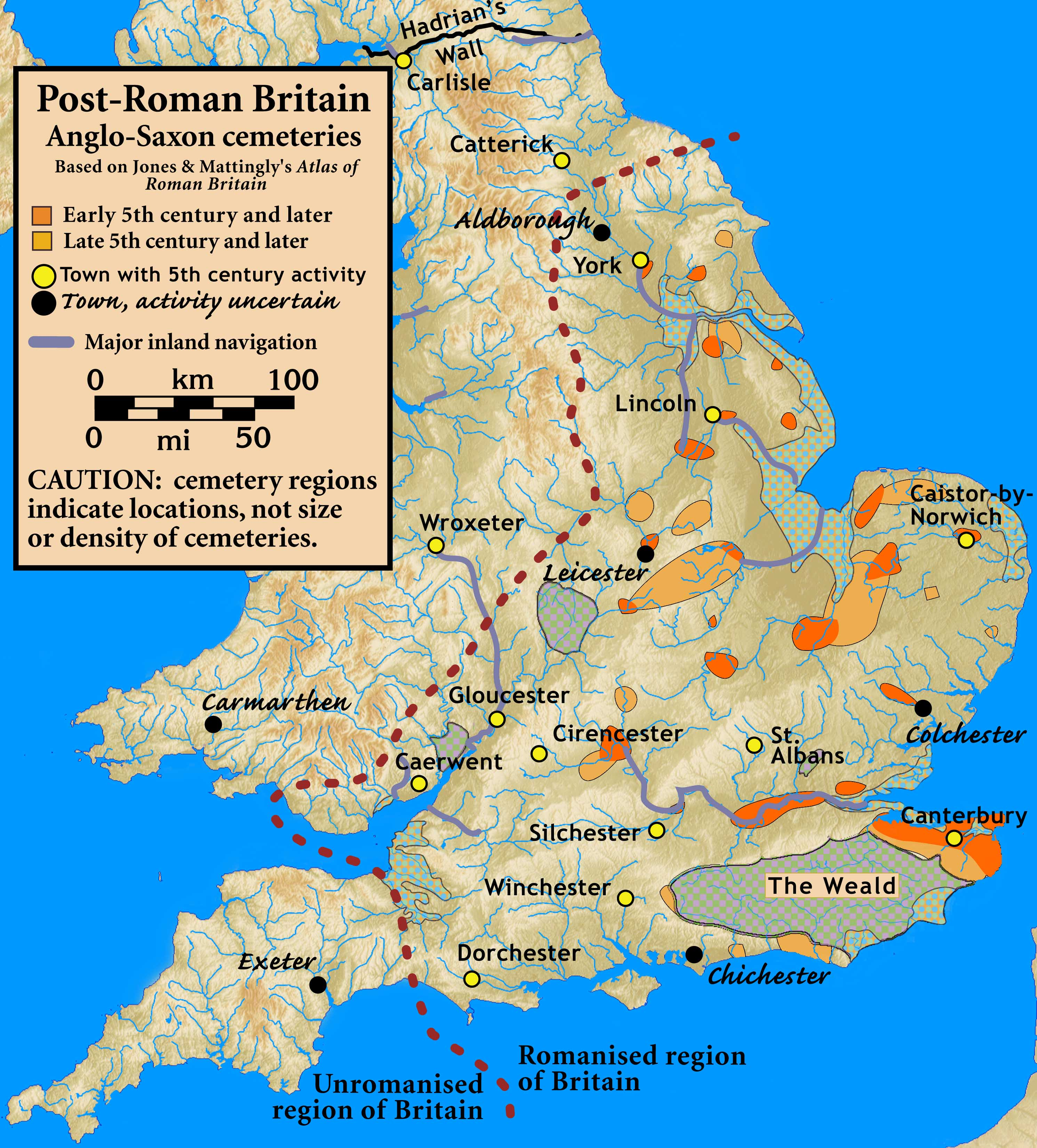
La Britannia nel V secolo

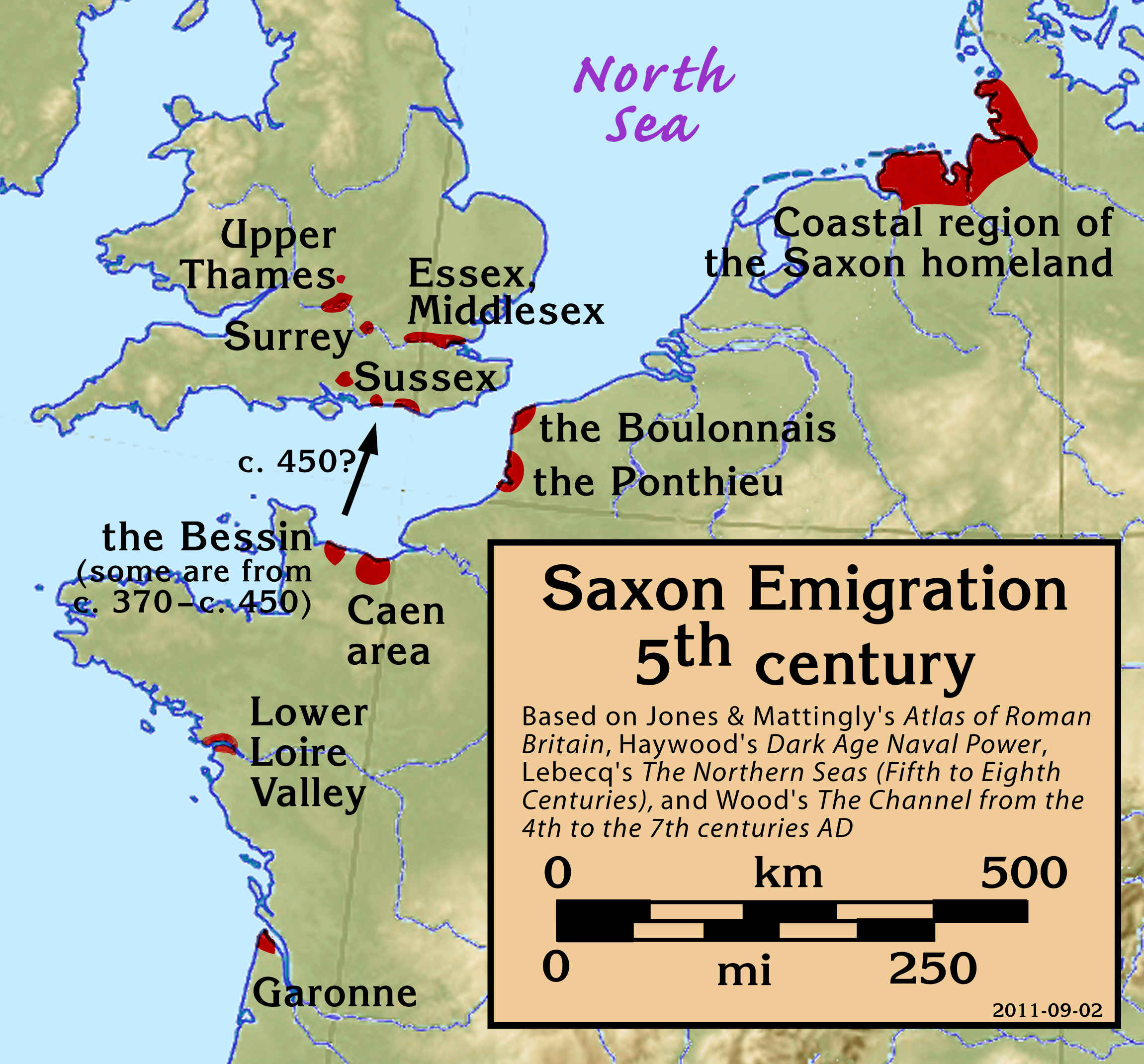
La migrazione sassone nel V secolo

I primi cimiteri classificabili come anglosassoni sono stati rinvenuti in regioni ampiamente distanti tra di loro e risalgono al principio del V secolo. L'eccezione è rappresentata dal Kent, dove l'alta densità di cimiteri e manufatti suggerisce o una colonizzazione anglosassone molto intensa o una presenza continuativa sin da una data molto precoce, o una concomitanza delle due situazioni.
Molti degli insediamenti insulari sorsero lungo i fiumi, che erano stati le principali vie di navigazione nel corso della dominazione romana. Questi siti, come ad esempio Dorchester-on-Thames nel corso superiore del Tamigi, erano facilmente raggiungibili dalle barche a basso pescaggio, a fasciame cucito, utilizzate dagli Anglosassoni.
La stessa sorte subirono gli insediamenti sorti lungo i fiumi Ouse, Trent, Witham, Nene e lungo il corso inferiore paludoso del Tamigi. Meno conosciuti a causa di una carenza di testimonianze, ma attestati dai nomi di luogo pervenuti, vi furono insediamenti juti sull'Isola di Wight e lungo la vicina costa meridionale dell'Hampshire.
Verso la fine del V secolo apparvero ulteriori cimiteri anglosassoni, alcuni di essi adiacenti ai precedenti, ma con una maggiore espansione in altre aree, questa volta giungendo ad interessare anche la costa meridionale del Sussex.
Parecchi cimiteri anglosassoni sono ubicati vicino o nelle città dell'epoca romana, ma permane il dubbio se vi fu una contiguità fra le città occupate dai Britanni romani e gli insediamenti anglosassoni (suggerendo cioè dei rapporti fra le comunità). A Venta Icenorum, ad esempio, una recente analisi indica che il cimitero è databile successivamente all'abbandono virtuale della città.
Contraddicendo implicitamente la datazione archeologica, alcuni storici asseriscono che gli insediamenti degli Angli nelle Midlands inglesi, il cuore del futuro Regno di Mercia, siano il risultato di un'invasione del principio del VI secolo compiuta dagli Angli dell'est e/o da nuovi immigranti provenienti dall'Europa continentale, piuttosto che il risultato della colonizzazione del V secolo.

## La società anglosassone ai primordi
Gli Anglosassoni si stanziarono in piccoli gruppi che costituivano poche comunità locali ampiamente disperse, che possono essere definite "tribali", con una guida politica che era semplice, informale e dotata di importanza militare. Nell'influsso anglosassone, vi era una componente contadina, che contribuì alla formazione di una struttura sociale relativamente piatta, che sarà ancora visibile nel VI secolo. I primi insediamenti non mostrano segni evidenti di una élite stabile.
Nonostante la loro ampia distribuzione in piccoli insediamenti ed una struttura sociale che era solo debolmente gerarchica, nel V secolo gli Anglosassoni erano sufficientemente in grado di organizzare ed eseguire operazioni militari su vasta scala, un fatto confermato da fonti storiche. Ad esempio, vi furono incursioni lungo la costa continentale franca, compiute da grandi flotte di navi sassoni, che si spingevano a sud sino alla Garonna. I sassoni costieri continueranno le loro incursioni predatorie sulla costa continentale fino al VII secolo, come avevano già fatto prima della loro migrazione in Britannia.

### Vita quotidiana
La vita in Britannia era rurale. Gli Anglosassoni tendevano a stabilirsi nelle fattorie a gruppi composti da 4/20 persone, in contrasto con l'usanza britannica di una fattoria per singola famiglia. Ad ogni modo, la misura in cui qualunque di questi insediamenti anglosassoni costituissero "villaggi" è discutibile, siccome il villaggio inglese medioevale non si formò fino al tardo periodo sassone. Per l'edificazione delle loro strutture, sia i Britanni sia i primi Anglosassoni non usarono la pietra, ma legno e paglia. La ceramica era tutta fatta a mano e su base locale e rimase tale fino al VII secolo.
Lo scavo di cimiteri altomedioevali anglosassoni indica un'elevata mortalità neonatale e infantile, così come di donne in età fertile, delle quali la maggior parte moriva prima dei 35 anni, mentre gli uomini vivevano leggermente di più.
Lo studio della dentatura e delle ossa indica che anche gli individui relativamente più agiati pativano privazioni in gioventù. Anche se sarebbe esagerato estrapolare i risultati di un numero ridotto di scavi archeologici per caratterizzare un'intera popolazione, tali risultati sono sufficienti per sconfessare l'assunzione che i primi Anglosassoni, migrando in Britannia, trovarono una vita agiata e confortevole.

### Struttura politica
La società anglosassone era gerarchica, ma non tanto fortemente, e probabilmente meno di quanto indicato dalle teorie del Diritto, con il grosso della popolazione costituito da contadini o schiavi. La struttura gerarchica era quella caratteristica delle loro terre di origine e questo si riflette in Britannia anche nei corredi funebri dei primi cimiteri, in cui è possibile distinguere il ricco dal povero.
Barbara Yorke descrive i primi Sassoni continentali come un popolo che aveva potenti famiglie locali e un condottiero militare dominante, mentre Kirby indica che anche molto tempo dopo, i primi regni del VI secolo in Britannia possono essere correttamente descritti come "dominî" (chiefdoms) piuttosto che come "stati".

## Numero dei migranti
Molti storici evitano di fornire una stima del numero di migranti o della loro percentuale sulla popolazione totale, dando solo stime qualitative con le quali indicano(solitamente senza riferimenti a fonti) che, nella popolazione post-migrazioni, i Britanni erano ancora la componente prevalente, affermazioni che non aiutano nella determinazione del numero dei migranti.
Fra coloro che invece forniscono stime numeriche, vi è una grande variabilità. Heinrich Härke è citato da Francis Pryor nel sostenere la tesi che la popolazione britannica diminuì da 2–4 milioni a 1–2 milioni tra il IV e la fine del V secolo e che gli Anglosassoni migranti erano tra 100 000 e 200 000. Chris Snyder (The Britons, 2003, rivista nel 2005) cita Michael Jones relativamente a una stima compresa fra 10 000 e 20 000 Anglosassoni, aggiungendo che pochi archeologi, se non nessuno, sostengono il concetto che la popolazione britannica di quella che è ora l'Inghilterra fosse stata spazzata via. Laing sintetizza le testimonianze archeologiche con il concetto di una popolazione dell'epoca romana di circa 4 milioni di persone, delle quali circa il 90% era rurale, cui si sommarono tra 10 000 e, al più, 25 000 Anglosassoni (donne, bambini e infermi inclusi).
La stima numerica di Härke indica che gli Anglosassoni costituivano circa il 5%-20% della popolazione britannica del periodo delle migrazioni. Le stime estremamente ridotte di Jones e Laing farebbero sembrare impossibile che gli Anglosassoni avessero effettuato incursioni su vasta scala sulla costa francese, che avessero radunato tanti uomini da poter combattere i Britanni nelle principali battaglie, o che avessero lasciato un'adeguata protezione di «donne, bambini e infermi» mentre gli uomini erano lontani, fatti questi che, come sopra riportato, sono effettivamente avvenuti.
Anche se le prove genetiche attualmente disponibili dimostrano una notevole continuità di popolazione in Britannia dall'Età del Ferro preromana in poi, ciò non è d'aiuto per rispondere al quesito relativo al numero di Anglosassoni che migrarono in Britannia o alla loro percentuale rispetto alla popolazione britannica del periodo delle migrazioni.
Stephen Oppenheimer, basando le sue ricerche sugli studi di Weale e Capelli, ritiene che tutte le invasioni che avvennero da quella dei romani in poi ebbero un impatto estremamente ridotto sul patrimonio genetico delle isole britanniche e che le popolazioni di queste isole appartengono sin dai tempi preistorici a un raggruppamento genetico iberico. Egli afferma che la maggior parte della popolazione insulare è geneticamente simile alle popolazioni basche della Spagna settentrionale e della Francia sudoccidentale, andando dal 90% di affinità del Galles al 66% dell'Anglia orientale (così chiamata in riferimento agli Anglosassoni germanici). Oppenheimer ritiene anche che la divisione tra Inghilterra occidentale ed orientale non origini con l'invasione anglosassone, bensì con due flussi genetici principali - uno lungo la costa atlantica, l'altro dalle aree contigue dell'Europa continentale - che avvennero poco tempo dopo il massimo dell'ultima glaciazione. Riporta inoltre studi linguistici di Forster e Toth che indicano che le lingue indoeuropee iniziarono a divergere circa 10 000 anni fa, alla fine dell'ultima glaciazione. Ipotizza che le lingue celtiche si separarono dalle altre lingue indoeuropee prima di quanto precedentemente assunto, circa 6000 anni fa, e che la lingua inglese si è separata dalle lingue germaniche prima del periodo romano, divenendo la lingua parlata dalle tribù dei Belgi che risiedevano nelle attuali Inghilterra orientale e meridionale, Francia nordorientale e Belgio, prima che queste aree dell'Europa fossero conquistate dai Romani e molto prima della venuta in Inghilterra degli Anglosassoni.

### Ambiente tra il 250 e il 500 d.C.
- (EN) Björn E. Berglund, Human impact and climate changes—synchronous events and a causal link?, in Quaternary International, vol. 105, n. 1, Elsevier, 2002,  p. 10.
- (EN) Bo Ejstrud et. al., The Migration Period, Southern Denmark and the North Sea, a cura di Bo Ejstrud e Thijs J. Maarleveld, Esbjerg, Maritime Archaeology Programme, 2008, ISBN 978-87-992214-1-7.
- (EN) Arie S. Issar, Climate Changes during the Holocene and their Impact on Hydrological Systems, Cambridge, Cambridge University, 2003, ISBN 978-0-511-06118-9.
- (EN) Otto S. Knottnerus, Cultural History, in M. Vollmer et. al. (a cura di), LANCEWAD: Landscape and Cultural Heritage in the Wadden Sea Region—Project Report, n. 12, Wilhelmshaven, Common Wadden Sea Secretariat, 2001,  pp. 29-63 (archiviato dall'url originale il 23 luglio 2011).
- (EN) L.P. Louwe Kooijmans, The Rhine/Meuse Delta. Four studies on its prehistoric occupation and holocene geology (PhD Dissertation), Leida, Leiden University Press, 1974.
- (EN) L.P. Louwe Kooijmans, Archaeology and Coastal Change in the Netherlands, in F.H. Thompson (a cura di), Archaeology and Coastal Change, Londra, Society of Antiquaries, 1980,  pp. 106-133.
- (EN) Dirk Meier, Man and environment in the marsh area of Schleswig-Holstein from Roman until late Medieval times., in Quaternary International, vol. 112, Elsivier, 2004,  pp. 55-70.
- (EN) Dirk Meier, Landscape and Settlement History of the North-Sea Coast of Schleswig-Holstein, Küstenarchäologie in Schleswig-Holstein, 2013 (archiviato dall'url originale il 27 dicembre 2011).
- (EN) Piet H. Nienhuis, Environmental History of the Rhine-Meuse Delta, Springer, 2008, ISBN 978-1-4020-8211-5.

### Storia
- (EN) Jos Bazelmans, The early-medieval use of ethnic names from classical antiquity: The case of the Frisians, in Ton Derks e Nico Roymans (a cura di), Ethnic Constructs in Antiquity: The Role of Power and Tradition, Amsterdam, Amsterdam University, 2009,  pp. 321-337, ISBN 978-90-8964-078-9.
- (EN) Ann Dornier (a cura di), Mercian Studies, Leicester, Leicester University Press, 1977, ISBN 0-7185-1148-4.
- (EN) Sheppard Frere, Britannia: A History of Roman Britain, ed. 3, Londra, Routledge & Kegan Paul, 1987, ISBN 0-7102-1215-1.
- (EN) John Allen Giles (a cura di), Ecclesiastical History, Libri I, II e III, in The Miscellaneous Works of Venerable Bede, vol. II, Londra, Whittaker and Co., 1843a.
- (EN) John Allen Giles (a cura di), Ecclesiastical History, Libri IV e V, in The Miscellaneous Works of Venerable Bede, vol. III, Londra, Whittaker and Co., 1843b.
- (EN) John Haywood, Dark Age Naval Power: Frankish & Anglo-Saxon Seafaring Activity, ed. rivista, Frithgarth, Anglo-Saxon Books, 1999, ISBN 1-898281-43-2.
- (EN) Nicholas Higham, Rome, Britain and the Anglo-Saxons, Londra, B. A. Seaby, 1992, ISBN 1-85264-022-7.
- (EN) Barri Jones e David Mattingly, An Atlas of Roman Britain, Cambridge, Blackwell Publishers, 1990, ISBN 978-1-84217-067-0.
- (EN) D. P. Kirby, The Earliest English Kings, ed. rivista, Londra, Routledge, 2000, ISBN 0-415-24211-8.
- (EN) Lloyd Laing e Jennifer Laing, Celtic Britain and Ireland, c. 200–800, New York, St. Martin's Press, 1990, ISBN 0-312-04767-3.
- (EN) David Mattingly, An Imperial Possession: Britain in the Roman Empire, Londra, Penguin Books, 2006, ISBN 978-0-14-014822-0.
- (EN) Francis Pryor, Britain AD, Londra, Harper Perennial, 2004, ISBN 0-00-718187-6.
- (EN) Daniel G. Russo, Town Origins and Development in Early England, c. 400–950 A.D., Greenwood Publishing Group, 1998, ISBN 978-0-313-30079-0.
- (EN) Christopher Snyder, An Age of Tyrants: Britain and the Britons A.D. 400–600, University Park, Pennsylvania State University Press, 1998, ISBN 0-271-01780-5.
- (EN) Christopher Snyder, The Britons, Malden, Blackwell Publishing, 2003, ISBN 978-0-631-22260-6.
- (EN) Christopher Wickham, Framing the Early Middle Ages: Europe and the Mediterranean, 400–800, Oxford, Oxford University Press, 2005, ISBN 978-0-19-921296-5.
- (EN) Christopher Wickham, Kings Without States: Britain and Ireland, 400–800, in The Inheritance of Rome: Illuminating the Dark Ages, 400–1000, Londra, Penguin Books, 2009,  pp. 150-169, ISBN 978-0-14-311742-1.
- (EN) Barbara Yorke, Kings and Kingdoms of Early Anglo-Saxon England, B. A. Seaby, 1990, ISBN 0-415-16639-X.
- (EN) Barbara Yorke, Wessex in the Early Middle Ages, Londra, Leicester University Press, 1995, ISBN 0-7185-1856-X.
- (EN) Barbara Yorke, The Conversion of Britain: Religion, Politics and Society in Britain c.600–800, a cura di Keith Robbins, Harlow, Pearson Education Limited, 2006, ISBN 978-0-582-77292-2.
- (EN) Sarah Zaluckyj (a cura di), Mercia: The Anglo-Saxon Kingdom of Central England, Little Logaston, Logaston, 2001, ISBN 1-873827-62-8.